# Бралоштица (Долж)
Бралоштица (рум. Braloştiţa) насеље је у Румунији у округу Долж у општини Бралоштица. Oпштина се налази на надморској висини од 139 m.

## Становништво
Према подацима из 2002. године у насељу је живело 3890 становника, од којих су сви румунске националности.

### Хронологија
| Година       | 1992 | 1993 | 1994 | 1995 | 1996 | 1997 | 1998 | 1999 | 2000 | 2001 | 2002 | 2003 | 2004 | 2005 | 2006 | 2007 | 2008 | 2009 | 2010 | 2011 | 2012 | 2013 | 2014 | 2015 | 2016 | 2017 |
| ------------ | ---- | ---- | ---- | ---- | ---- | ---- | ---- | ---- | ---- | ---- | ---- | ---- | ---- | ---- | ---- | ---- | ---- | ---- | ---- | ---- | ---- | ---- | ---- | ---- | ---- | ---- |
| Становништво | 4025 | 4001 | 3926 | 3913 | 3896 | 3861 | 3883 | 3889 | 3887 | 3917 | 3956 | 3962 | 3952 | 3959 | 3939 | 3921 | 3905 | 3878 | 3837 | 3817 | 3802 | 3789 | 3793 | 3769 | 3746 | 3728 |